# Парр, Персивал
Персивал Чейз Парр (англ. Percival Chase Parr; 2 декабря 1859 — 3 сентября 1912) — английский футболист и крикетист. Выступал за футбольные клубы «Оксфорд Юниверсити» и «Олд Брайтонианс», а также за национальную сборную Англии. Выступал за позициях вратаря и центрального нападающего.

## Образование
Родился в Бромли в семье генерала Бомбейской армии Томаса Чейза Парра. Окончил Винчестерский колледж и Новый колледж Оксфордского университета. В 1883 году получил степень бакалавра искусств.

## Футбольная карьера
В 1877 году выступал за футбольную команду Винчестерского колледжа. С 1880 по 1882 год играл за футбольную команду «Оксфорд Юниверсити», в 1882 году был капитаном команды.
В сезоне 1879/80 Парр в роли вратаря помог своей команде дойти до финала Кубка Англии, в котором «Оксфорд Юниверсити» проиграл «Клэпем Роверс» со счётом 0:1.
Чарльз Олкок так описал Парра: «великолепный вратарь, очень спокойный и отважный».
13 марта 1882 года провёл свой единственный матч за сборную Англии в товарищеском матче против сборной Уэльса на стадионе «Рейскорс Граунд» в Рексеме, однако вышел на позиции центрального нападающего, а не вратаря. На 3-й минуте матча хавбек англичан Чарльз Бэмбридж получил вывих плеча во время столкновения с соперником, и вынужден был покинуть поле. Замены на тот момент не допускались правилами, поэтому почти всю игру англичане провели вдесятером. К перереву Англия вела в счёте (2:1), но во втором тайме пропустила четыре мяча (один из которых был автоголом), а забила только один. Валлийцы одержали свою первую победу над англичанами.
Также играл за футбольный клуб «Свифтс», в составе которого сделал хет-трик в переигровке второго раунда Кубка Англии против «Аптон Парк» 2 декабря 1882 года. Играл в «представительских матчах» за футбольные сборные Западного Кента и графства Кент.
В 1881 году был членом комитета Футбольной ассоциации.

## Крикетная карьера
Также был крикетистом, играл за крикетные команды Винчестерского колледжа, а также за команду «джентльменов Кента».

## Достижения
«Оксфорд Юниверсити»
- Финалист Кубка Англии: 1880

## Вне спорта
По профессии был барристером, с 1885 года работал во Внутреннем темпле. Позднее занялся издательским делом. Был партнёром издательской фирмы W.H. Allen & Company и редактором журналов National Observer и Ladies' Field.